# Jerzy Rogalski

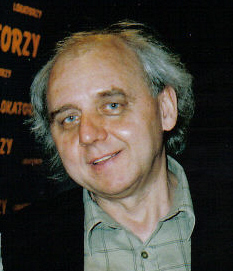
Jerzy Rogalski (2007)

Jerzy Rogalski (sinh ngày 11 tháng 4 năm 1948 tại Oleśnica) là một diễn viên người Ba Lan. Ông góp mặt trong hơn 70 phim điện ảnh và phim truyền hình. Ông nổi tiếng với vai diễn trung úy Waldemar Jaszczuk trong sê-ri phim truyền hình 07 zgłoś się (1984).
Jerzy Rogalski vinh dự được trao tặng Huy chương Chữ thập vàng (Krzyż Zasługi - 1985), Huân chương Polonia Restituta (2005) và hai Huy chương Công trạng về văn hóa - Gloria Artis (một huy chương đồng vào năm 2006 và một huy chương bạc vào năm 2011) vì những đóng góp to lớn cho nền văn hóa Ba Lan cùng những thành tựu trong sáng tạo nghệ thuật.

## Thành tích nghệ thuật
Dưới đây liệt kê một số phim điện ảnh và phim truyền hình nổi bật có sự góp mặt của Jerzy Rogalski:
- 1969: Jak rozpętałem drugą wojnę światową – Jędrek Grzyb
- 1972: Chłopi – Jędrek
- 1974: Wiosna panie sierżancie – Szczygieł
- 1977: Lalka – Patkiewicz
- 1980: Droga – Miecio
- 1984: 07 zgłoś się – Trung úy Waldemar Jaszczuk
- 1988: Kogel-mogel – Stasiek Kolasa
- 1989: Galimatias, czyli kogel-mogel II – Stasiek Kolasa
- 1989: Kanclerz – Wojtaszek
- 1997: Złotopolscy – Marny
- 2001–2011: Plebania – Antoni Tosiek
- 2001: Quo vadis – Sporus
- 2004: Wesele
- 2005: Niania
- 2007: Bracia Karamazow
- 2009: Dom zły – Poldek
- 2010: Erratum – Nawrocki
- 2010: 1920. Wojna i miłość
- 2011: Róża
- 2011: 1920 Bitwa warszawska
- 2012: Na dobre i na złe
- 2013: Byle w stronę ty
- 2014: Carte Blanche – Henio
- 2015: Żyć nie umierać – Poter
- 2015: Ojciec Mateusz – Witold Mastalerek
- 2016: Powidoki
- 2019: Miszmasz, czyli kogel-mogel 3 – Staszek Kolasa